# Fusarium buxicola
Fusarium buxicola är en svampart som beskrevs av Sacc. 1883. Fusarium buxicola ingår i släktet Fusarium och familjen Nectriaceae.   Inga underarter finns listade i Catalogue of Life.